# 美馬市まほろば夢街道

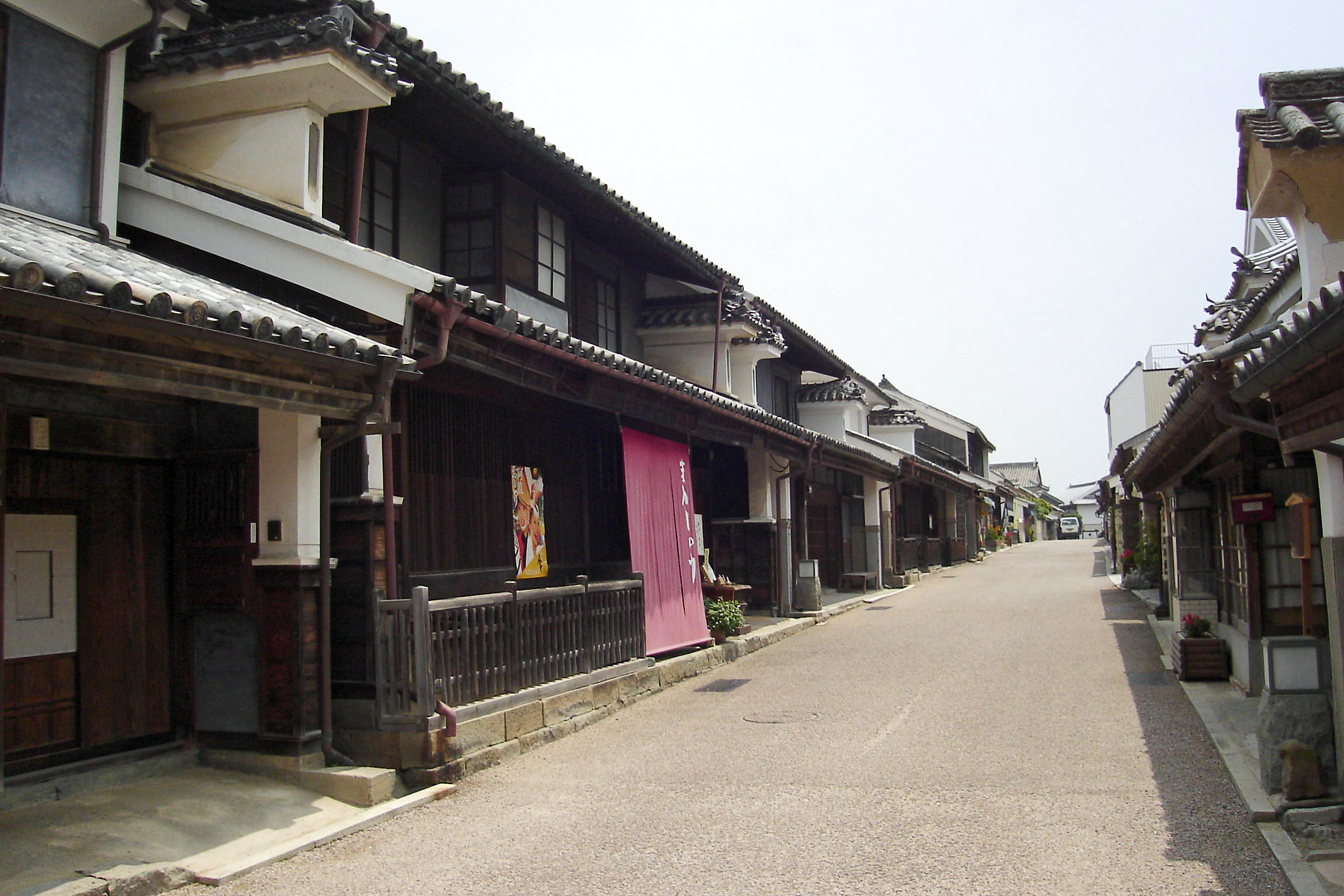
脇町　うだつの街並み

美馬市まほろば夢街道（みましまほろばゆめかいどう）は、徳島県西部地域にある日本風景街道のひとつで、この場合の街道とは特定の道を指す物ではなく、その地域ならではの自然・文化を活かし、景観の向上・地域活性化・観光振興などを行うとりくみのこと。

## 概要
美馬市まほろば夢街道は、2008年（平成20年）11月、国土交通省の日本風景街道に登録されたもので、2015年現在、四国に15ある風景街道のひとつ。国道192号・国道492号等を中心とした、徳島県西部地域の美馬市全域からなっている。みどころは、うだつの町並み、穴吹川の景色、剣山の景色。。

## 沿道の見所
- うだつの町並み
  - 卯建(うだつ)と呼ばれる防火壁を屋根につけた町並みで、1988年に重要伝統的建造物群保存地区に選定された。

- 脇町劇場
  - 1934年に建設されオデオン座とも呼ばれる。松竹映画　虹をつかむ男のロケ地となった[2]。
- 穴吹川
- 剣山
- 郡里廃寺跡(こおざとはいじあと)
  - 国の史跡に指定されている、徳島県下最古の寺院のひとつ。1976年3月22日に指定[3]。

## 沿道の行事
- 筏下り大会
  - 水質四国一の穴吹川で毎年8月に開催される。[4]。

- うだつまつり

## 活動主体
- 美馬市まほろば夢街道推進協議会[1]。
  - 構成は、地元住民・観光協会・ボランティア団体・徳島県・美馬市。

## エリア内の道の駅
- 道の駅藍ランドうだつ